# Julius Fučík

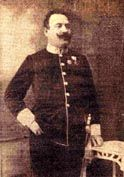
Julius Ernest Wilhelm Fučík

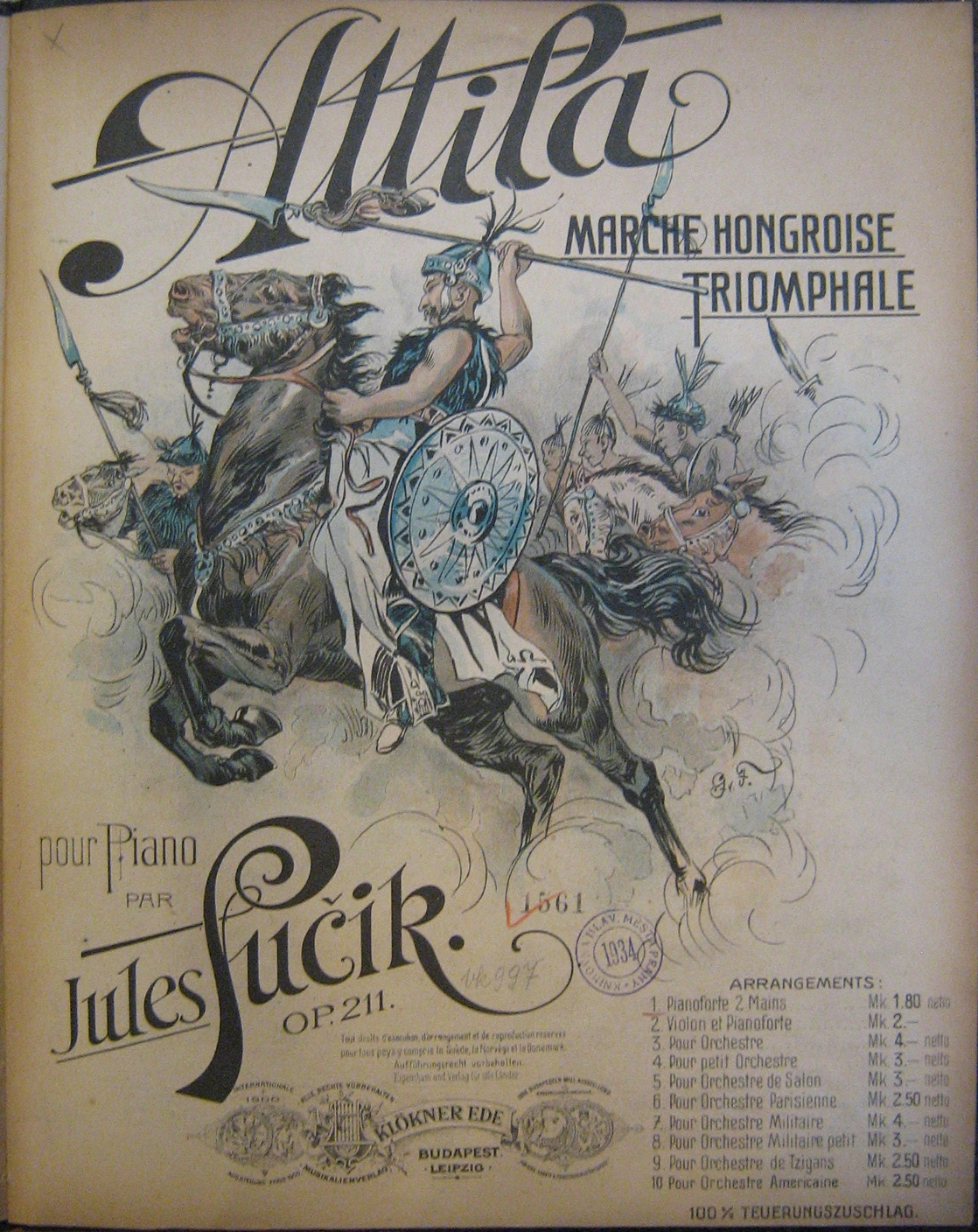
Titelsidan till Attila

Julius Ernest Wilhelm Fučík (ˈjuːlɪjus ˈfutʃiːk), född 18 juli 1872 i Prag, död 25 september 1916 i Berlin-Schöneberg, var en tjeckisk kompositör, främst av militärmusik, och kapellmästare.

## Biografi
Fučík studerade vid musikkonservatoriet i Prag, i dåvarande provinsen Böhmen i kejsardömet Österrike-Ungern, och var även elev till Antonín Dvořák.
År 1891 gjorde han sin militärtjänst som musiker i den kejserliga armén. Fram till 1894 spelade han under ledning av Josef Franz Wagner. 1895 återvände han till Prag och fick engagemang som andre fagottist vid Tyska teatern. Året därpå blev han dirigent vid Prags stadsorkester och vid Danicakören i Sisak i Kroatien. 1897 blev Fučík utsedd till militärkapellmästare vid infanteriregemente nummer 86 i Sarajevo och därefter i Budapest och Theresienstadt.
Fučíks Gladiatorernas intåg är känd även om många inte känner till kompositörens verk i övrigt. Den används ofta av cirkusar världen runt som uvertyr. Även Florentinermarsch tillhör hans mer kända verk.
Efter sitt giftermål 1913 var Fučík verksam som kompositör i Berlin, där han även grundade Tempo-Verlag. Med sina musikkapell gav han konserter i både Berlin och Prag - ofta för över 10.000 åhörare. Då han dog vid 44 års ålder efterlämnade han över 400 kompositioner, däribland en mässa och ett requiem. Han ligger begravd på Friedhof Weinberge i Prag.

## Diskografi (urval)
- A Festival of Fucik. Royal Scottish National Orchestra. Neeme Järvi, dirigent. Chandos (DDD) 8271315. SACD. 2015. - Innehåll: Marinarella op. 215; Onkel Teddy op. 239; Donausagen op. 233; Die lustige Dorfschmiede op. 218; Der alte Brummbär op. 210; Einzug der Gladiatoren op. 68; Miramare op. 247; Florentiner op. 214; Winterstürme op. 184; Hercegovac op. 235; Die Regimentskinder op. 169; Ballettratten op. 226; The Mississippi River op. 160; Unter der Admiralsflagge op. 82.
- Entry of the Gladiators - and other world-famous classical tunes. Gothenburg Symphony orchestra med Neeme Järvi, dirigent. Deutsche Grammophon GmbH (DDD) 453 586-2 1997 (CD) - Innehåll - av Fučík: Spår 2. Florentine March; spår 9. Entry of the Gladiators. Övriga spår (1-12) av andra kompositörer.

## Webblänkar
- Verkförteckning auf juliusfucik.de

1. ↑  BillionGraves, BillionGraves grav ID: 23225767.[källa från Wikidata]